# Volodomyr Pravyk
Volodymyr Pavlovič Pravyk (ukrajinsky: Pavlovič Правик, romanizováno: Vladimir Pravik; 13. června 1962, Černobyl – 11. května 1986, Moskva) byl ukrajinský hasič, který se proslavil svou rolí při řízení počátečních prací na likvidaci požárů po černobylské havárii. Po této události byl hospitalizován s akutním radiačním syndromem a o šestnáct dní později zemřel.

## Životopis

### Mládí
Volodymyr Pravyk se narodil 13. června 1962 v Černobylu. Jeho matka Natalia Ivanova Pravyková byla zdravotní sestra a otec Pavel Opanasovič Pravyk stavební dělník. Oba byli místní Poláci, kteří celý život žili v Černobylu. O osm let později se narodil Pravykův mladší bratr a jediný sourozenec Vita Pavlovič Pravyk. V dětství Pravyk rád četl a měl akademické sklony. Zajímal se o fotografování, opravu elektroniky a matematiku. jeho matka očekávala, že bude usilovat o přijetí na vysokou školu. Pravyk se však na konci základní školní docházky v roce 1979 rozhodl nastoupit na Čerkaskou hasičsko-technickou akademii a stát se hasičem.

### Hasičská kariéra
V letech 1979 až 1982 absolvoval Pravyk tříleté studium a výcvik na Čerkaské požárně-technické akademii a získal titul mladšího důstojníka polovojenské požární služby Ministerstva vnitra SSSR (MVD). Poté se Pravyk vrátil do Černobylu a nastoupil na pozici mladšího velitele v polovojenské požární brigádě č. 2. Pravyk byl ženatý s Naďou Pravykovou, se kterou se seznámil, když navštěvoval hasičskou technickou školu v Čerkasech a ona ve městě studovala hudbu. Vzali se v roce 1984 a Nadia se v roce 1985 přestěhovala do Pripjati.
Čtrnáctičlenná hlídka, které velel, nebyla známá vysokou mírou disciplíny, jak říká velitel hasičského sboru major Leonid Těljatnikov: „Byla to velmi svérázná jednotka. Dalo by se říci, že to byla jednotka jednotlivců...každý byl sám za sebe. Bylo tam hodně veteránů, hodně podvraťáků.“ Podle historika Serhije Plokhyho muži třetí hlídky Pravyka „využívali a občas ho zklamali." Místní muži, kteří obsadili řady, byli často příbuzní nebo pocházeli ze stejných vesnic a jejich dlouholeté vztahy byly pro jeho autoritu těžko proniknutelné. Pravyk se snažil o spravedlivé velení a jednou veřejně oponoval svému veliteli v diskusi, jaký trest má dostat jeho podřízený za to, že si spletl data a zmeškal směnu, a žádal o shovívavost při řešení nedorozumění.
V době svého působení u sboru Pravyk pomáhal navrhnout a instalovat dálkově ovládaný mechanismus otevírání dveří do garáže hasičské stanice, což byla v té době v Sovětském svazu vzácnost. V době černobylské havárie plánoval pokračovat ve vzdělávání a pokračovat v hasičské kariéře tím, že by navštěvoval Vyšší požárně-inženýrskou školu, která by ho kvalifikovala na pozici vyššího důstojníka.

### Černobylská havárie
Pravykova směna měla v době černobylské havárie službu a byla první hasičskou jednotkou, která na místo dorazila. Pravyk a jeho čtrnáctičlenná směna viděli a cítili výbuch, rychle si oblékli ochranné pomůcky, nastoupili do tří vozů ZIL-130 AC-40, čerpacího vozu PNS-110 a také do vozu ZIL-131 AR-2. V 1:33 hodin, po prvním výbuchu, byl na požární stanici černobylské jaderné elektrárny vyhlášen poplach, který je svolával k zásahu u požáru v elektrárně. V této době, kdy byl zřejmý rozsah poškození budovy a počet požárů, Pravyk vysílačkou vyzval dispečera na požární stanici, aby vyhlásil poplach číslo tři, který by svolal všechny prostředky požární ochrany z celého Kyjevské oblasti k zásahu u požáru v elektrárně.
Po příjezdu k elektrárně pouhé tři minuty po vyhlášení poplachu se Pravyk zastavil podél jižní strany elektrárny a spolu s velitelem družstva Leonidem Šavrejem odjel zjistit zdroj požáru uvnitř budovy. Dal pokyn mužům venku, aby počkali na pokyny, vstoupili do elektrárny a patnáct minut pobíhali po elektrárně a snažili se zjistit zdroj a povahu požáru. Dozvěděli se, že hoří střecha turbínové haly a také střecha třetího reaktoru, ale mnoho dalšího se jim nepodařilo zjistit. Protože věděli, že turbíny v turbínové hale obsahují hořlavý mazací olej a plynný vodík a že hala sama o sobě spojuje elektrárnu bez jakékoli přepážky, Pravyk určil, že požár zde představuje nejbezprostřednější hrozbu, a nařídil svým mužům, aby zahájili hašení na střeše turbínové haly a použili vnější požární únikové cesty, aby se dostali na střechu.
Služební směna z Pripjaťského hasičského sboru, polovojenský hasičský sbor č. 6 Kyjevského výkonného výboru (СВПЧ-6) pod velením poručíka Viktora Kibenoka, dorazila k elektrárně v 1:45. S požárem střechy turbínové haly bojoval hasičský sbor č. 2, hasičský sbor č. 6 se vydal na cestu k elektrárně. měla řešit mnoho malých požárů vzplanutých na střeše bloku 3. Pravyk vedl skupinu pěti mužů, včetně Kiběnoka a Vasilije Ignatenka, na střechu ventilační budovy, aby zahájil tyto práce.
Hašení požárů na střechách reaktorové budovy a ventilačního bloku bylo ztíženo poškozením budovy. Suchovody, které byly instalovány uvnitř budovy a umožňovaly hasičským vozům čerpat vodu na střechu, byly výbuchem poškozeny. Bylo tedy nutné, aby Pravyk nařídil položit hadici od země až na střechu, tedy do výšky jednasedmdesáti metrů.
Vysoká úroveň radioaktivity však brzy začala působit na Pravyka a ostatní. Práce na střechách posetých vysoce radioaktivními troskami vyvrženými z reaktoru při výbuchu a vdechování radioaktivního kouře a dalších plynů vystavovaly hasiče nebezpečně vysokému množství radioaktivity. Pravyk a jeho muži pocítili počáteční příznaky akutního radiačního syndromu (ARS) a byli nuceni sestoupit ze střechy. Hasiči vyslaní na pomoc na střechu je potkali v polovině požárního schodiště, zvraceli a nebyli schopni se bez vzájemné pomoci udržet. Před evakuací do sanitární jednotky č. 126 (Pripjaťské nemocnice) ve 2:25 ráno Pravyk požádal své okolí, aby kontaktovalo jeho ženu a řeklo jí, aby zavřela okna v jejich bytě, aby se zabránilo vniknutí radioaktivní kontaminace.

### Hospitalizace a smrt
Jakmile se ukázal rozsah radioaktivního zamoření uvolněného při havárii a závažnost jejich radiologických zranění, byli Pravyk a ostatní hospitalizovaní hasiči a zaměstnanci elektrárny 26. dubna odpoledne evakuováni po silnici na letiště Borispol v Kyjevě a odtud přes noc letecky do Moskvy.
Během hospitalizace Pravyka pravidelně navštěvovala jeho matka, která přijela z Moskvy a zůstala u něj až do jeho smrti. Poté, co pominuly počáteční příznaky ozáření, byl Pravyk optimistický a doufal, že se uzdraví a znovu uvidí svou rodinu, a z lůžka napsal veselý dopis své ženě:
| „ | Naďo, čteš tento dopis a pláčeš. Neutírej si oči. Všechno dopadlo dobře. Budeme žít do sta let. A naše milovaná dceruška nás třikrát přeroste. Moc se mi po vás obou stýská... Maminka je teď tady se mnou. Přijela sem, co nejrychleji to šlo. Zavolá ti a dá ti vědět, jak se cítím. A já se cítím dobře. | “ |

Postupem času se však na Pravykově těle začala projevovat stále závažnější poškození. Radiační poškození kostní dřeně snížilo počet bílých krvinek, takže byl velmi náchylný k infekcím, a poškození dalších buněk v těle ohrozilo jeho dýchací a trávicí systém. Transplantace kostní dřeně, která by postiženému pacientovi vnesla zdravé bílé krvinky od životaschopného dárce, byla v té době jedinou možností léčby takových poškození. Pravyk však podle své matky ztratil tolik bílých krvinek, že lékaři usoudili, že transplantace není schůdným řešením, a oznámili jeho mladšímu bratrovi Víťovi, který se přihlásil jako dobrovolný dárce kostní dřeně pro svého staršího bratra, že mu nemůže pomoci.
Pravyk podlehl svým zraněním, s matkou po boku, kolem jedné hodiny ráno 11. května 1986. 13. května 1986 byl pohřben s plnými vojenskými poctami na Mitinském hřbitově v Moskvě. Pravyk byl stejně jako ostatní první oběti černobylské katastrofy pohřben v rakvi uzavřené v zinkové schránce, přičemž jeho tělo i rakev byly obaleny plastem.

## Po smrti
Pravyk byl posmrtně vyznamenán Sovětským svazem i Ukrajinou. Dne 25. září 1986 mu byl rozhodnutím prezidia Nejvyššího sovětu posmrtně udělen jak Leninův řád, tak titul Hrdina Sovětského svazu. V roce 1996 mu byla ukrajinským prezidentem Leonidem Kučmou posmrtně udělena Ukrajinská hvězda za odvahu za „mimořádnou osobní odvahu a obětavost, vysokou profesionalitu, projevenou při likvidaci černobylské havárie“.